# Jej powrót
Jej powrót – polski telewizyjny film obyczajowy z 1975 roku, będący adaptacją noweli Powrót Josepha Conrada.
Akcja filmu nie toczy się w Londynie XIX wieku, jak w pierwowzorze literackim. Twórcy filmu przenieśli ją do Krakowa dwudziestolecia międzywojennego.

## Treść
Edward – przemysłowiec, dowiaduje się o odejściu żony Emmy. Przeżywa szok. Jednak żona powraca tego samego dnia i oświadcza mu, że go nienawidzi i nim gardzi. Pod wpływem tych wydarzeń Edward zaczyna rewidować swoje dotychczasowe życie.

## Obsada
- Beata Tyszkiewicz (Emma),
- Jerzy Zelnik (Edward, mąż Emmy),
- Andrzej Mrożewski (Adam Borowicz, redaktor „Nowej Epoki”),
- Maria Wachowiak (Anna, przyjaciółka Emmy),
- Łucja Kowolik (pokojówka Stenia),
- Leon Niemczyk (przemysłowiec),
- Andrzej Bogucki (Vogler, podwładny Edwarda),
- Tadeusz Tarnowski (Balicki, podwładny Edwarda),
- Jerzy Januszewicz (przemysłowiec),
- Mirosław Szonert (przemysłowiec),
- Marian Stanisławski (przemysłowiec),
- Jerzy Moes (szofer Edwarda),
- Andrzej May (gość na przyjęciu),
- Henryk Rostworowski (Jezierski),
- Anna Koławska (gość na przyjęciu),
- Ewa Śnieżanka (gość na przyjęciu),
- Andrzej Popiel (gość na przyjęciu),
- Krystyna Szerman (kucharka),
- Jerzy Bączek (pracownik wydawnictwa),
- Julian Jabczyński (pracownik wydawnictwa)